# Ice Age (franquia)
Ice Age ou A Era do Gelo (no Brasil) é uma série de filmes de animação, curta-metragem, especiais de TV e uma série de jogos eletrônicos. A série gira entorno de um grupo de mamíferos sobreviventes da Era glacial paleolítica. Os primeiros cinco filmes foram produzidos pela Blue Sky Studios, uma subsidiária da 20th Century Fox e atualmente pela Disney+. A série conta com as vozes de Ray Romano, John Leguizamo, Denis Leary e Chris Wedge, que foram os únicos membros constantes do elenco dos filmes originais. 
Foram produzidos seis filmes até o momento: Ice Age (2002), Ice Age: The Meltdown (2006), Ice Age: Dawn of the Dinosaurs (2009), Ice Age: Continental Drift (2012), Ice Age: Collision Course (2016), e Ice Age: Adventures of Buck Wild (2022). A franquia foi altamente lucrativa tendo arrecadado mais de US$ 3,2 bilhões de dólares, sendo a 2° franquia animada de maior bilheteria atrás apenas da franquia Meu Malvado Favorito/Minions que arrecadou US$ 3,7 bilhões até 2020.

## Filmes

### Ice Age(2002)
Lançado em 2002 e dirigido por Chris Wedge e pelo brasileiro Carlos Saldanha. A animação é uma adaptação da história original de Michael J. Wilson. Durante o período glacial, um bebê é separado de seus pais. Mas um trio de heróis que estava no lugar errado, na hora certa - um mamute rabugento, porém, dono de um grande coração (Manfred, mais conhecido como Manny), um atrapalhado bicho preguiça (Sid) e um tigre dente de sabre muito suspeito (Diego) - embarcará numa jornada para ajudá-lo a encontrar sua família.

### Ice Age 2: The Meltdown(2006)
Lançado em 2006, dirigido por Carlos Saldanha. Escrito por Peter Gaulke, Jim Hecht e Gerry Swallow. Manny, Sid, e Diego aprendem que a Era do Gelo está chegando ao fim e juntam-se aos outros animais em uma jornada às terras mais altas. Na viagem eles descobrem que Manny não é o último dos mamutes.

### Ice Age 3: Dawn of the Dinosaurs(2009)
Lançado em 2009 é o primeiro filme da franquia em 3D. Dirigido por Carlos Saldanha, escrito por:
Peter Ackerman, Michael Berg, Yoni Brenner, Jason Carter Eaton e Mike Reiss. Sid tenta adotar três ovos de dinossauros e acaba sendo abduzido pela mãe feroz dos filhotes. Os amigos de Sid: Manny e Diego irão ao resgate.

### Ice Age 4: Continental Drift(2012)
É o segundo filme feito em 3D e o primeiro sem Carlos Saldanha. O quarto filme é dirigido por Steve Martino e Mike Thurmeier. Escrito por Michael Berg, Jason Fuchs e Mike Reiss. A louca perseguição de Scrat sempre à caça de sua noz inquieta tem consequências que mudam o mundo e causam um cataclismo continental. Manny, Diego e Sid viverão a maior aventura de todos os tempos. Nessa maré de mudanças, Sid acaba reencontrando sua Avó turrona, Diego acaba encontrando seu interesse amoroso, e o bando ainda terá que lidar com uma horda de piratas decididos a impedi-los de voltar para casa.

### Ice Age 5: Collision Course(2016)
O dublador de Sid,  John Leguizamo, mencionou que a 20th Century Fox pode estar trabalhando em um quinto filme da série Ice Age. A busca épica de Scrat da sua bolota evasivo catapulta-o para fora da Terra, onde ele acidentalmente desencadeia uma série de eventos cósmicos que transformam e ameaçam o planeta. Para salvar-se do perigo, Manny, Sid, Diego, e o resto do rebanho deixar sua casa e embarcar em uma missão cheia de emoções e derrames, altos e baixos, risos e aventura ao viajar para novas aventuras. O quinto filme da série foi agendado pela 20th Century Fox e pelo estúdio de animação Blue Sky para o dia 15 de julho de 2016. Um cartaz promocional, mostrado em junho de 2015, no Licensing Expo, revelou o título completo do filme: Ice Age: Collision Course.

### The Ice Age Adventures of Buck Wild(2022)
Sobre a possibilidade de um potencial sexto filme da franquia, em junho de 2016, Galen T. Chu, co-diretor do filme, afirmou que havia algumas ideias para o próximo filme. Em agosto de 2018, a CEO da 20th Century Fox Stacey Snider anunciou que uma série de televisão baseada na Era do Gelo e centrada no personagem Buck está em desenvolvimento. Em 25 de outubro de 2019, após a aquisição da 21st Century Fox pela Disney, foi confirmado que o projeto ainda estava em desenvolvimento para o Disney+. 
Em dezembro de 2020, foi confirmado que o projeto foi redesenvolvido como um filme e se chamaria Ice Age: Adventures of Buck Wild (no Brasil "A Era do Gelo: As Aventuras de Buck"), centrado em torno de Buck em uma aventura no Mundo Perdido com Crash e Eddie. O filme foi lançado em 28 de janeiro de 2022 e apresenta Simon Pegg reprisando seu papel como personagem-título. Todos os outros personagens principais são dublados por diferentes atores nos Estados Unidos, mas no Brasil todos os dubladores brasileiros retornaram.
Batu Sener compôs a trilha sonora do filme. Ao contrário dos filmes anteriores da Era do Gelo lançados pela 20th Century Fox e produzidos pela 20th Century Fox Animation e Blue Sky, o filme foi produzido pela Walt Disney Pictures, com a animação terceirizada para a Bardel Entertainment. Manny, Ellie, Sid e Diego aparecem no filme como personagens coadjuvantes. Personagens como Scrat, Amora, Julian, Shira e Brooke estão ausentes sem explicação.

### Ice Age 7 (2026)
O kit promocional do filme menciona outro filme que outro filme de A Era do Gelo está em desenvolvimento, com o roteiro sendo escrito por Ray DeLaurentis. Lori Forte discutiu a possibilidade de uma sequência, dizendo: "Acho que é um pouco prematuro. Esperamos que as pessoas respondam a isso, e isso nos promova para poder fazer outro filme. Se o público quiser, nós temos muitas idéias. Não há fim para idéias e aventuras e personagens, então estamos prontos se eles estiverem prontos.".
| Filme           | Data de lançamento     | Diretor(es)                       | Roteirista(s)                                           | História(s)                  | Produtor(es)                |
| --------------- | ---------------------- | --------------------------------- | ------------------------------------------------------- | ---------------------------- | --------------------------- |
| A Era do Gelo   | 15 de março de 2002    | Chris Wedge                       | Michael Berg, Peter Ackerman e Michael J. Wilson        | Michael J. Wilson            | Lori Forte                  |
| A Era do Gelo 2 | 31 de março de 2006    | Carlos Saldanha                   | Jim Hecht, Peter Gaulke e Gerry Swallow                 | Peter Gaulke e Gerry Swallow | Lori Forte                  |
| A Era do Gelo 3 | 01 de julho de 2009    | Carlos Saldanha                   | Mike Reiss, Yoni Brenner, Michael Berg e Peter Ackerman | Jason Carter Eaton           | Lori Forte e John C. Donkin |
| A Era do Gelo 4 | 13 de julho de 2012    | Steve Martino e Michael Thurmeier | Jason Fuchs e Michael Berg                              | Lori Forte e Michael Berg    | Lori Forte e John C. Donkin |
| A Era do Gelo 5 | 22 de julho de 2016    | Michael Thurmeier                 | Yoni Brenner, Michael Berg e Michael Wilson             | Aubrey Solomon               | Lori Forte                  |
| A Era do Gelo 6 | 28 de janeiro de 2022  | John C. Donkin                    | Jim Hecht, Ray DeLaurentis e William Schifrin           | Jim Hecht                    | Lori Forte                  |
| A Era do Gelo 7 | 18 de dezembro de 2026 | ASA                               | ASA                                                     | ASA                          | ASA                         |

## Curta-metragens

### Gone Nutty
Gone Nutty é um filme curta-metragem de animação lançado em 2002, dirigido por Carlos Saldanha, e lançado originalmente no DVD de Ice Age. O curta apresenta o personagem Scrat, que está novamente tendo problemas com a coleta de seus amadas nozes. O filme foi nomeado para o Oscar de melhor curta-metragem de animação em 2003.

### No Time for Nuts
No Time for Nuts é um filme curta-metragem de animação lançado em 2006, dirigido por Chris Renaud e Mike Thurmeier, e foi originalmente lançado no DVD de Ice Age: The Meltdown. O curta segue com Scrat em uma perseguição após a sua noz, ter sido acidentalmente enviada de volta no tempo por uma máquina do tempo congelada. No Time for Nuts foi nomeado para o Oscar de melhor curta-metragem de animação em 2004.

### Surviving Sid
Surviving Sid é um filme curta-metragem de animação lançado em 2008, dirigido por Galen Tan Chu e Karen Disher. Ele foi originalmente lançado no DVD e Blu-ray de Horton Hears a Who!. Ao contrário dos dois primeiros curtas de A Era do Gelo, Surviving Sid se concentra em Sid, que incompetente "leva" um pequeno grupo de crianças para acampar.

### "Scrat's Continental Crack-up"
"Scrat's Continental Crack-up" é um curta-metragem de animação lançado em 2011. O curta mais uma vez traz Scrat, que, por acidente, acaba formando os continentes, e é a primeira parte de A Era Do Gelo 4.

### "Scrat's Continental Crack-up: Part 2"
"Scrat's Continental Crack-up: Part 2", lançado em 2011, é uma continuação de "Scrat: Continental Crack-Up Part 1", onde continua mostrando as aventuras de Scrat após aquele ocorrido, e é a segunda cena de Scrat em A Era Do Gelo 4.

### Cosmic Scrat-tastrophe
Cosmic Scrat-tastrophe é um filme curta-metragem de animação lançado em 2015. O curta, mais uma vez segue com Scrat, que descobre um disco voador congelado em um bloco de gelo e acidentalmente aciona a máquina e acaba criando o Sistema Solar através de uma série de contratempos, e é a primeira parte de A Era Do Gelo: O Big Bang.

### "Scrat: Spaced Out"
É uma cena deletada de A Era Do Gelo: O Big Bang.

### "The End"
É o ultimo curta feito pela Blue Sky. Em 13 de abril de 2022, o grupo de animadores da Blue Sky lançou um curta-metragem de 35 segundos no qual Scrat finalmente conseguiu comer sua noz, como um adeus à franquia da Blue Sky Studios. 

## Especiais de TV

### Ice Age: A Mammoth Christmas
É o primeiro especial de Natal da série, e foi, nos Estados Unidos, transmitido pela Fox, no dia 24 de dezembro de 2011; em Portugal pela TVI, no dia 25 de Dezembro de 2011; e no Brasil pela Rede Record, no dia 23 de Dezembro de 2012. Desenvolve-se algum tempo depois do terceiro filme.
Sinopse
Manny e Ellie estão muito contentes com a sua filha, e com o belo Natal em família que irão ter, até que Sid destrói a tradição que Manny sempre teve. Juntos, Peaches, Sid, Crash e Eddie, arranjam maneira de resolver o problema, procurando o Papai Noel/Pai Natal.

### Ice Age: The Great Egg-Scapade
É o primeiro especial de Páscoa da série, e foi, nos Estados Unidos, transmitido pela Fox, no dia 20 de março de 2016; e no Brasil pela Rede Globo, no dia 27 de março de 2016. Desenvolve-se algum tempo depois do quarto filme.
Sinopse
Os negócios estão crescendo de vento em popa no serviço que Sid abriu como babá de ovos, mas quando um covarde coelhinho pirata rouba, camufla e esconde todos os ovos, Manny, Diego e o resto do bando precisam embarcar numa missão ousada de resgate, que acaba virando a primeira caçada aos ovos do mundo.

## Scrat Tales
Em 4 de maio de 2021, havia rumores de que uma curta série produzida pela Blue Sky Studios conhecida como Scrat Tales chegaria ao Disney +. A série seguiria o titular Scrat, que descobre que tem um filho. As imagens da série foram posteriormente vazadas no YouTube, com ex-animadores da Blue Sky revelando que a série chegaria ao Disney + em 2022. depois de A Era do Gelo: As Aventuras de Buck. Uma pelúcia para o personagem do filho de Scrat também foi revelada no site da Just Play Products, com a segunda imagem apresentando uma etiqueta azul contendo o logotipo de Scrat Tales, embora a lista tenha sido renomeada para "The Ice Age Adventures of Buck Wild" para promover o novo filme.
A série foi lançada como uma série original do Disney+ em 13 de abril de 2022. .No Brasil o nome ficou "A Era do Gelo: Histórias do Scrat". O álbum da trilha sonora do show foi lançado em 25 de março de 2022 pela Hollywood Records. A música para a série é composta por Batu Sener e a música de End Titles é fornecida por John Powell.
Sinopse
A Era do Gelo: Histórias do Scrat é uma série de seis novos curtas animados estrelados por Scrat, o infeliz esquilo dente de sabre das aventuras da Era do Gelo, que está vivenciando os altos e baixos da paternidade, como ele e o adorável e travesso bebê Scrat, alternadamente se amam e lutam pela posse da altamente estimada noz.

## Recepção crítica
| Film            | Rotten Tomatoes    | Metacritic       |
| --------------- | ------------------ | ---------------- |
| A Era do Gelo   | 77% (168 resenhas) | 60 (31 resenhas) |
| A Era do Gelo 2 | 57% (144 resenhas) | 58 (29 resenhas) |
| A Era do Gelo 3 | 46% (161 resenhas) | 50 (25 resenhas) |
| A Era do Gelo 4 | 38% (133 resenhas) | 49 (29 resenhas) |
| A Era do Gelo 5 | 18% (118 resenhas) | 34 (27 resenhas) |

## Jogos Lançados
- Ice Age foi lançado em 2002 pela Ubisoft para Game Boy Advance.
- Ice Age 2: The Meltdown foi lançado em 2006 pela Vivendi Universal Games para Wii, PlayStation 2, GameCube, Game Boy Advance, Nintendo DS, Xbox e Microsoft Windows.
- Ice Age: Dawn of the Dinosaurs foi lançado pela Activision em junho de 2009, para Microsoft Windows, Wii, Nintendo DS, PlayStation 2, PlayStation 3 e Xbox 360.
- Ice Age 3: Boulder Drop foi um jogo online lançado em 2009.
- Ice Age 3: Dino Dinner foi um jogo online lançado em 2009.
- Ice Age 3: Slippery Slope foi um jogo online lançado em 2009.
- Ice Age Village é um jogo eletrônico lançado pela Gameloft em 5 de abril de 2012 para dispositivos móveis Android e iOS,[24] e em 24 de abril de 2013 para Windows Phone. O jogo permite que os jogadores construam uma vila para os animais que sobreviveram à deriva, enquanto os personagens dos filmes estabelecem objetivos para eles. Os jogadores também podem visitar as aldeias de seus amigos, jogar minijogos e assistir a vídeos. O jogo traz animais recortados de filmes, como morcegos, pássaros secretários, macacos-aranha e minhocas para o segundo filme, Parasaurolophus para o terceiro e pequenos cavalos para o quarto filme. Muitas das espécies animais do jogo foram introduzidas na franquia pela equipe da Gameloft.
- Ice Age: Continental Drift – Arctic Games foi lançado pela Activision em julho de 2012, para Wii, Nintendo 3DS, Nintendo DS e Xbox 360.
- Ice Age Online era um jogo de navegador gratuito desenvolvido pela Bigpoint Games para seu portal de jogos.[25] Uma versão beta do jogo foi lançada em julho de 2012, colocando os jogadores no papel de Sid, que tem que resgatar membros perdidos de seu rebanho, separados por uma erupção vulcânica.[26]
- Ice Age: Clueless Ice Sloth foi um jogo online lançado em 2012.
- Ice Age Adventures é um jogo eletrônico lançado pela Gameloft em agosto de 2014 para iOS, Android, Windows Phone e Windows 8.[27] Uma possível sequência de Ice Age Village, permite aos jogadores resgatar animais sofridos e separados uns dos outros devido à perseguição de bolotas de Scrat, que causou novos desvios. Durante o jogo, você explora ilhas, resgata animais perdidos e coleta diversos itens para progredir ainda mais. Os antagonistas da série de filmes retornam como chefes. O jogo também oferece a oportunidade de reconstruir Scratlantis, jogando como Scrat, coletando Scratlantes perdidos e trazendo-os para casa para ajudá-los a conseguir uma profissão. O jogo permite aos jogadores resgatar uma família de tilacinos, animais que foram retirados do quarto filme.
- Ice Age: Avalanche foi um jogo match-3 para celular lançado pela Gameloft em 2015.
- Ice Age: Arctic Blast (originalmente intitulado Ice Age: Hailstorm) foi um jogo match-3 para celular lançado pela Zynga e apresentando conteúdo de todos os cinco primeiros filmes lançados em junho de 2016 para dispositivos móveis Android e iOS.[28]
- Ice Age Mission Control foi um jogo online lançado em 2016.
- Era do Gelo: Corrida Maníaca de Meteoros! foi um jogo online lançado em 2016.
- Era do Gelo: Geode Jam! foi um jogo online lançado em 2016.
- Ice Age: Coloring Book foi um jogo online lançado em 2016.
- Ice Age: Matching Cards foi um jogo online lançado em 2016.
- Ice Age: Scrat's Nutty Adventure foi lançado pela Outright Games em 2019 para PlayStation 4, Xbox One, Nintendo Switch e Microsoft Windows.
- A franquia Ice Age foi incluído em 2024 no jogo eletrônico Disney Magic Kingdoms da Gameloft lançado para Android, iOS e Microsoft Windows.